# 樟木艾蛛
樟木艾蛛（学名：Cyclosa zhangmuensis）为园蛛科艾蛛属的动物。在中国大陆，分布于西藏等地。该物种的模式产地在西藏。